# Lesno Brdo (gmina Horjul)
Lesno Brdo – wieś w Słowenii, w gminie Horjul. 1 stycznia 2017 liczyła 130 mieszkańców.